# Чохатаури
Чохатаури (груз. ჩოხატაური) — посёлок городского типа (даба) края Гурия в Грузии, расположенный в 310 км к западу от Тбилиси в долине реки Супса. Административный центр Чохатаурского муниципалитета, включающего в себя ещё 61 посёлков.
По результатам переписи 2014 года в посёлке проживало 1815 человек, из них большинство грузины.
В муниципалитете расположены несколько исторических памятников, как, например, раннесредневековая крепость Букисцихе и монастырский комплекс Удабно.
Недалеко от Чохатаури находится бальнеологический курорт с источником минеральной воды Набеглави, похожей по химическому составу на «Боржоми», а также горный курорт Бахмаро, известный уникальными деревянными домами на сваях. Минеральную воду «Набеглави» и «Бахмаро» производит грузинско-швейцарская компания Healthy Waters Ltd.